# Angelo Scarsellini

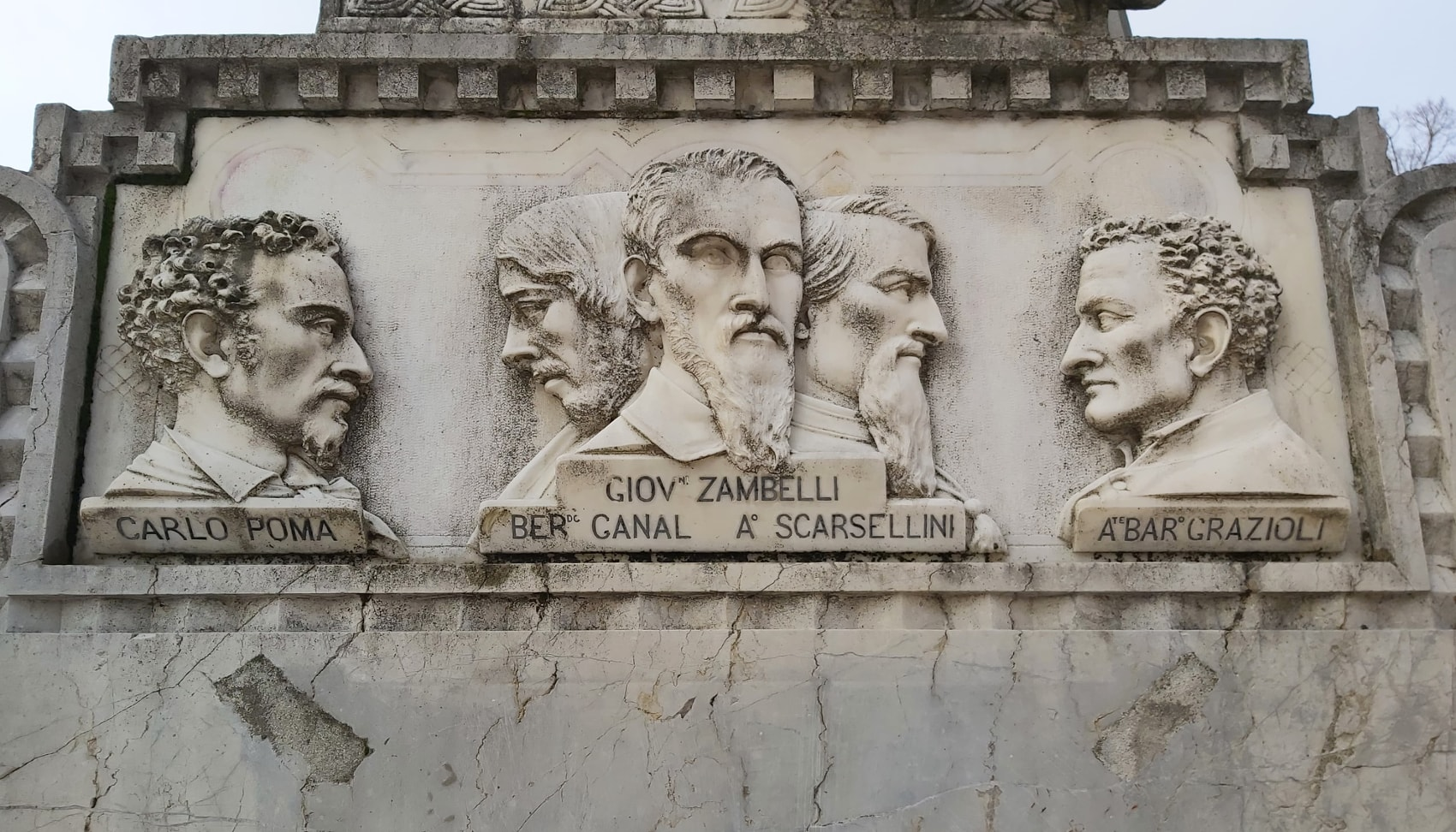
Bernardo Canal, Angelo Scarsellini e Giovanni Zamelli, Martiri di Belfiore.

Angelo Scarsellini (Legnago, 8 giugno 1823 – Belfiore, 7 dicembre 1852) è stato un patriota italiano, uno dei famosi Martiri di Belfiore.

## Biografia

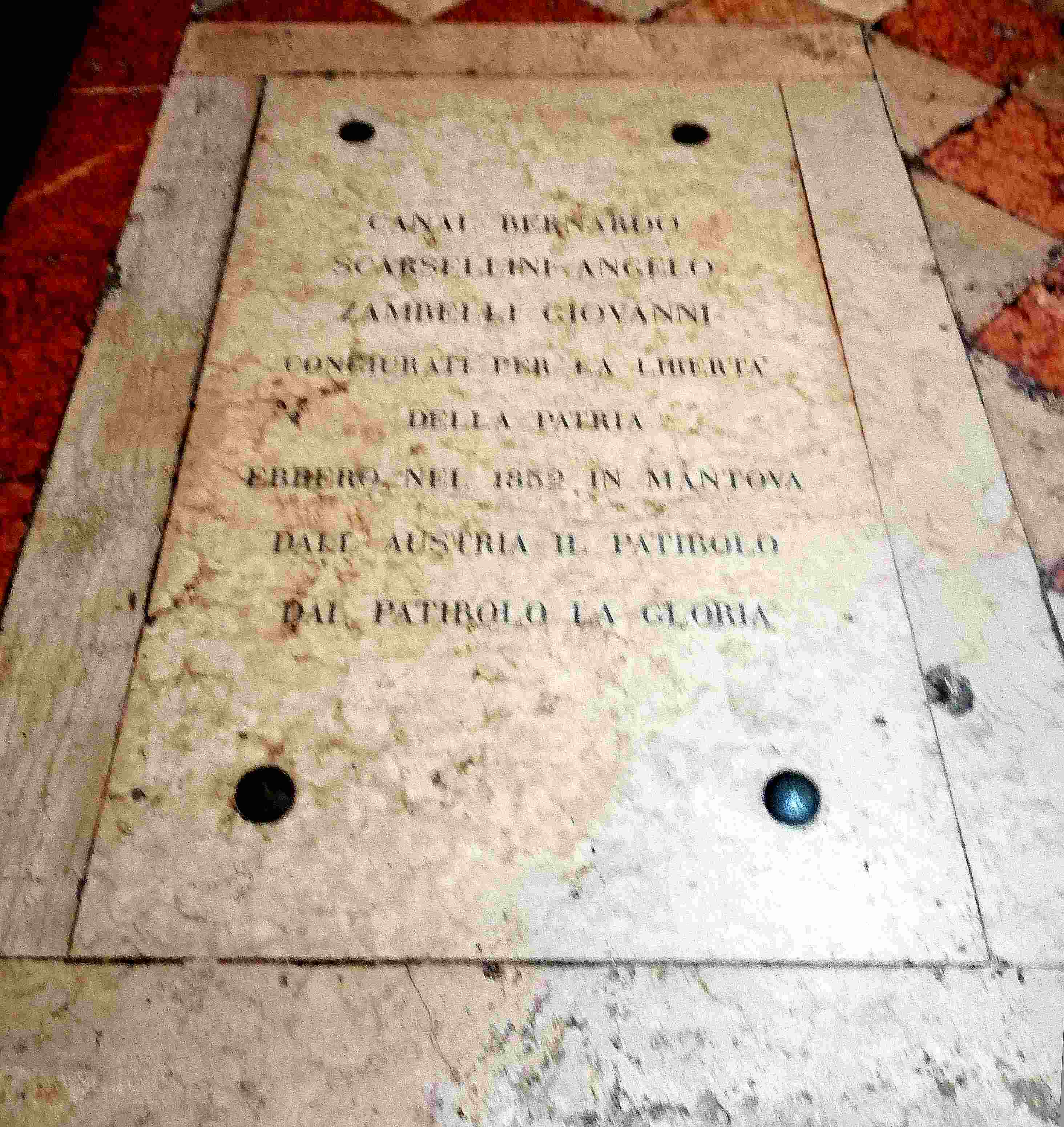
Venezia, Basilica dei Frari, tomba dei Martiri di Belfiore.

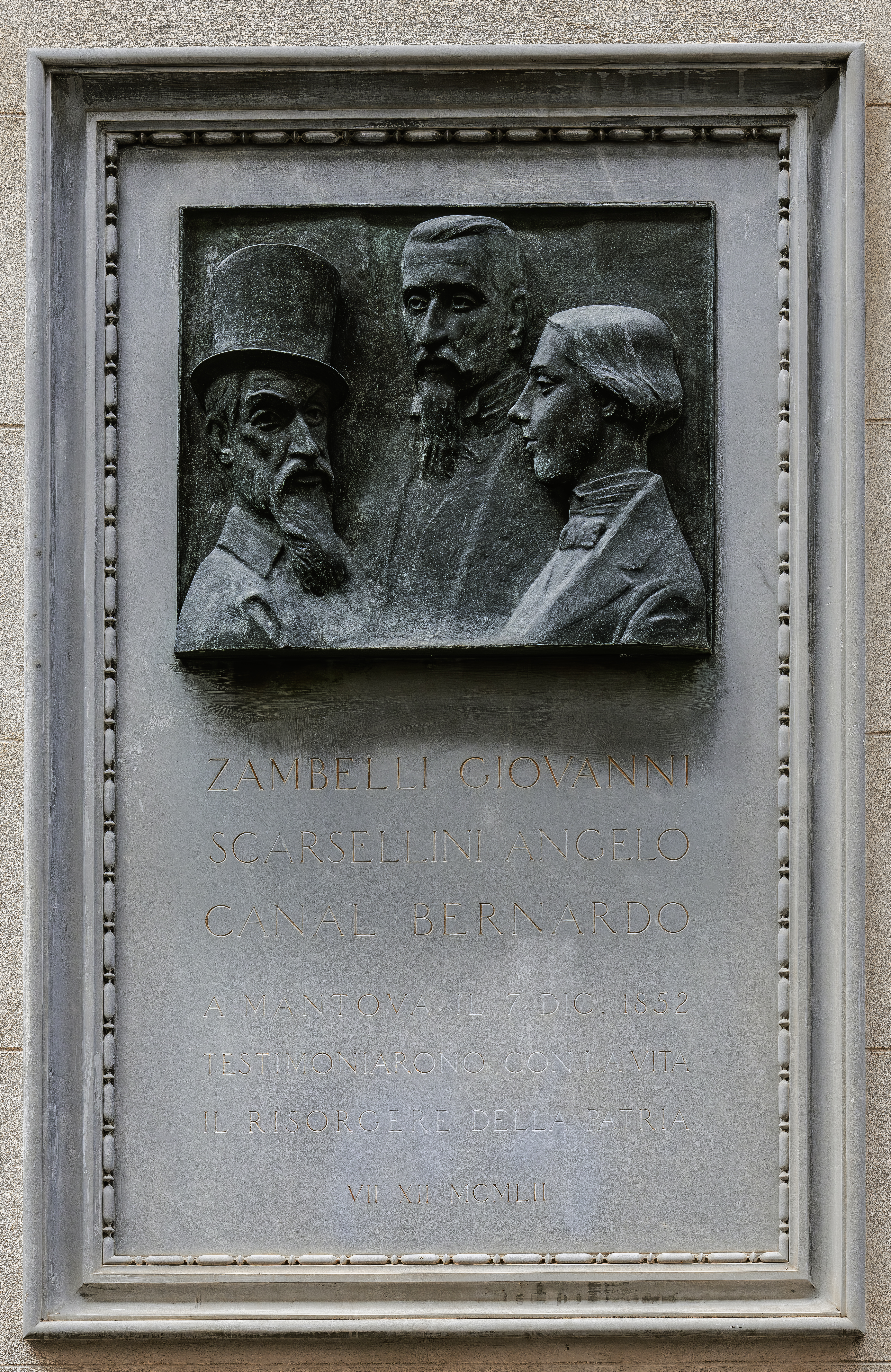
Targhe commemorative: Giovanni Zambelli, Angelo Scarsellini e Bernardo de Canal - Calle larga de l'ascension a Venezia

Iniziò la sua carriera di cospiratore nel 1848 partecipando con Canal e Zambelli alla difesa di Venezia. Negli anni successivi rimase in contatto con gli esuli politici italiani viaggiando tra Torino, Genova, Parigi e Londra dove incontrava Mazzini. Fu arrestato a Venezia il 27 giugno 1852.
Quando il 13 novembre dello stesso anno si riunì un primo consiglio di guerra per processare i membri della congiura mantovana capeggiata da don Enrico Tazzoli, per Scarsellini, la strategia difensiva era ampiamente compromessa anche dall'accusa d'aver progettato un attentato all'imperatore Francesco Giuseppe. Fu altresì condannato per essere stato uno dei capi del Comitato Rivoluzionario di Venezia, per aver incontrato Mazzini allo scopo di organizzare sommosse, per aver trattato l'acquisto di armi e per aver diffuso cartelle del prestito mazziniano oltre che pubblicazioni "sovversive".
Angelo Scarsellini fu impiccato nella valletta di Belfiore a Mantova il giorno 7 dicembre 1852 insieme ad altri quattro patrioti: don Enrico Tazzoli, Carlo Poma, Bernardo Canal e Giovanni Zambelli.
È sepolto a Venezia nella basilica dei Frari assieme a Bernardo Canal e Giovanni Zambelli.